# 030 TW 21 à 27 et 42 à 44
Les 030 TW 21 à 27 et 42 à 44 sont des locomotives-tender de type Mammouth, d'origine anglaise, amenées en France durant la Seconde Guerre mondiale par l'armée anglaise.

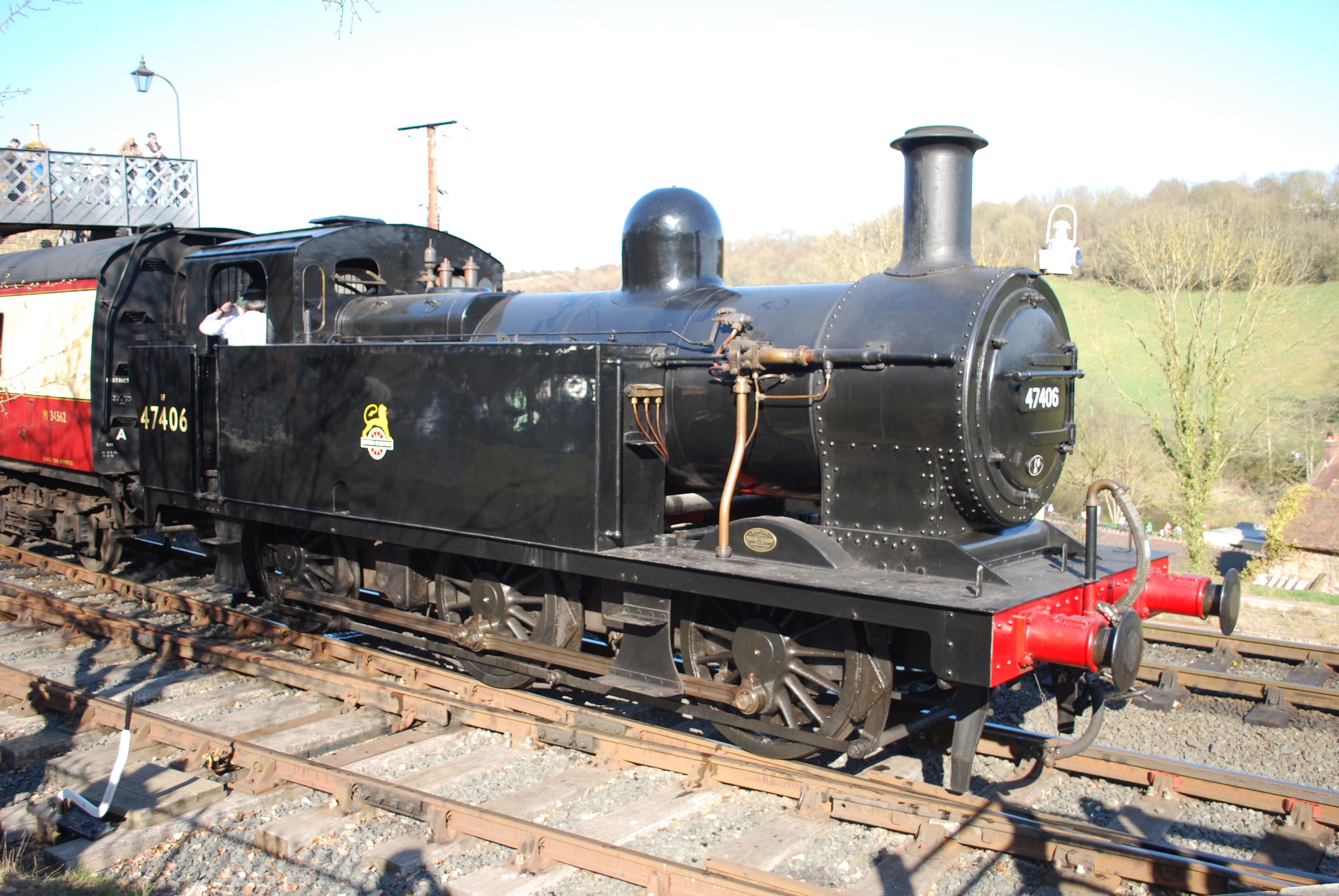
Une locomotive classe 3F préservée sur le Severn Valley Railway près de Kidderminster.

## Genèse
En 1940, le War Departement anglais réquisitionne auprès du London Midland and Scottish Railway (LMS), 10 locomotives de type 030 tender de la classe 3F. Ces locomotives sont construites par la firme William Beardmore & Co de Glasgow en 1928, sauf une construite par la firme Hunslett Engine Company. Elles sont intégrées au parc de la SNCF, pour revenir ensuite en Angleterre et incorporées aux British Railways, le LMS étant nationalisé.

## Description
Ces machines sont des 030 tender à châssis et distribution intérieurs. L'empattement relativement faible en fait des machines pour tous usages. La chaudière est munie d'un foyer Belpaire.

## Utilisation et services
La série de ces 10 machines s'intercalait dans la série des 030 W 1 à 45, également d'origine anglaise.
À la fin de la guerre, toutes les machines sont revenues en Angleterre.

## Caractéristiques
- Pression de la chaudière : 1,10 MPa
- Surface de grille : 1,5 m2
- Surface de chauffe foyer : 9 m2
- Surface de chauffe tube : 89,8 m2
- Diamètre et course des cylindres : 457×660 mm (18×26 pouces)
- Diamètre des roues motrices : 1,397 m (55 pouces)
- Capacité des soutes à eau : 5,5 m3
- Capacité de la soute à charbon : 2,3 t
- Masse à vide : 42,5 t
- Masse en ordre de marche :50,3 t
- Masse adhérente : 50,3 t
- Longueur hors tout : 9,56 m
- Empattement: 5,03 m
- Vitesse maxi en service : 80 km/h